# Goleszów (stacja kolejowa)
Goleszów – stacja kolejowa w Goleszowie, w województwie śląskim, w Polsce. Znajduje się na wysokości 330 m n.p.m.

## Ruch pasażerski
| Rok  | Wymiana pasażerska na dobę |
| ---- | -------------------------- |
| 2017 | 20-49                      |
| 2022 | 20-49                      |

## Historia
1 czerwca 1888 roku została otwarta Kolej Miast Morawsko-Śląskich poprowadzona z Bielska do Cieszyna. Natomiast 18 grudnia 1888 roku został otwarty odcinek z Goleszowa do Ustronia. Trasa została zaprojektowana dla pociągów towarowych kursujących do huty żelaza i kuźni w Ustroniu Wybudowano dwukondygnacyjny budynek dworcowy z budynkiem mieszkalnym dla pracowników kolei, charakterystyczny dla budowanych ówcześnie dworców austriackich. Stacja została przebudowana podczas dalszego poprowadzenia trasy do Wisły Głębce. W 1998 roku zlikwidowano semafory kształtowe oraz zamontowano semafory świetlne. Do Goleszowa kursował pociąg zdawczo-manewrowy prowadzony przez SM42 z platformami i węglarkami z dłużycą do cisownickiego tartaku okazjonalnie kursował do Ustronia. Pojedyncze wagony z drewnem kursowały ze Stronia Śląskiego. W budynku dworcowym znajdowała się poczekalnia z kasą biletową, biuro zawiadowcy stacji oraz nastawnia dysponująca. Za sterowanie ruchem kolejowym odpowiedzialne były dodatkowo dwie nastawnie wykonawcze. Przy jednym torze zlokalizowana była rampa oraz plac ładunkowy wraz z wjazdem na rampę. Za stacją w kierunku Bażanowic zlokalizowana była bocznica bazy służby drogowej. Ostatecznie obiekt został rozebrany pod koniec 2016 roku. 10 stycznia 2009 roku zawieszono kursowanie pociągów relacji Cieszyn - Bielsko Biała Główna. Stacja jest wykorzystywana na linii S6 (Katowice - Wisła-Głębce) spółki Koleje Śląskie od 1 czerwca 2012, kiedy spółka ta przejęła obsługę kierunku od Przewozów Regionalnych.